# Москаленко, Антонина Ивановна
Антонина Ивановна Москаленко (9 ноября 1919, Харьков — 8 марта 2015, там же) — советская и украинская театральная актриса, заслуженная артистка Украины (1999).

## Биография
Родилась в Харькове в семье Прасковьи Антоновны и Ивана Петровича Москаленко. Отец был начальником колонии малолетних преступников им. А. М. Горького. Со школы участвовала в художественной самодеятельности. В 1939 году после окончания школы её приняли сразу на 2-й курс драматической студии при Харьковском русском драматическом театре (руководитель Александр Крамов), в начале 1941 года после окончания студии была зачислена в труппу театра.
С началом Великой Отечественной войны театр был эвакуирован на восток. Актриса с матерью оказались в посёлке под Алма-Атой. Отец руководил эвакуацией ИТК в Томск, куда позже перебрались и Антонина Москаленко с матерью. В Томске записалась в бригаду фронтовых санитаров и вместе с санитарным эшелоном попала на Малоярославское направление во время битвы за Москву. После разгрома врага под Москвой была санитаркой в госпитале в Москве. После выздоровления от сыпного тифа вернулась в Томск, а в 1944 году — в Харьков.
Всю жизнь проработала в Харьковском театре имени Пушкина, где сыграла больше 200 ролей.
Умерла 8 марта 2015 года в Харькове

### Семья
Муж Всеволод Цветков, актёр Харьковского драмтеатра, с которым Москаленко вместе училась в театральной студии.
Сын Георгий Цветков (род. 1943), закончил режиссёрский факультет Харьковского института искусств, руководитель Московского театра анимации «Жар-Птица».

## Награды и премии
- Заслуженная артистка Украины (1999)[3].

## Работы в театре
- «Дом сумасшедших»
- «Семейный портрет с посторонним»
- «Вишнёвый сад» А. П. Чехова
- «Доходное место» А. Н. Островского
- «Мещане» М. Горького
- «Старомодная комедия» Арбузова
- «Мир перевернулся» Папаяна
- «Характеры» В. Шукшина
- «Уступи место завтрашнему дню» — Люси Купер
- «Деревья умирают стоя» — Бабушка
- «Поминальная молитва» Г. Горина

## Фильмография
- 2012 — Синдром дракона — эпизод